# ヘレナ・ズノイェムスカ
ヘレナ・ズノイェムスカ（ポーランド語: Helena znojemska：ズノイモのヘレナの意。1141年 - 1202/6年）は、ポーランド大公カジミェシュ2世の妃である。
ヘレナの父はズノイモ公コンラド2世(en)とされるが、ノヴゴロド公フセヴォロドの子とする説、スモレンスク公ロスチスラフの子とする説もある。
1163年頃、後のポーランド大公カジミェシュ2世と結婚した。1194年にカジミェシュが死亡すると、その後の5年間、息子のレシェクと共にポーランド王国を治めた。

## 子女
ヘレナの子には以下の人物がいる。
- マリア - チェルニゴフ公フセヴォロドと結婚
- カジミェシュ
- ボレスワウ
- オドン（夭折）
- アデレード(en)
- レシェク
- コンラト